# Чемпіонат Туру WTA 2005, одиночний розряд
Марія Шарапова була чинною чемпіонкою, але не змогла захистити свій титул, оскільки в півфіналі її перемогла Амелі Моресмо.

## Сіяні гравчині
1. (1)  Ліндсі Девенпорт (півфінал)
2. (2)  Кім Клейстерс (Круговий турнір)
3. (3)  Марія Шарапова (півфінал)
4. (4)  Амелі Моресмо (переможниця)
5. (5)  Марі П'єрс (фінал)
6. (8)  Патті Шнідер (Круговий турнір)
7. (9)  Надія Петрова (Круговий турнір)
8. (10)  Олена Дементьєва (Круговий турнір)

Note:
- Жустін Енен-Арденн кваліфікувалась, але знялась через травму.

## Запасні
1. Вінус Вільямс (не використана)
2. Наталі Деші (не використана)

## Сітка

### Легенда
| - Q = Кваліфаєр - WC = Вайлд-кард - LL = Щасливий лузер | - Alt = Заміна - SE = Виняток - PR = Захищений рейтинг | - w/o = Без гри - r = Зняття - d = Присуджено перемогу |

### Фінальна частина
|  | Півфінали | Півфінали        | Півфінали     | Півфінали | Півфінали |   |                | Фінал | Фінал | Фінал | Фінал | Фінал |
|  |           |                  |               |           |           |   |                |       |       |       |       |       |
|  | 5         | Марі П'єрс       | 7             | 78        |           |   |                |       |       |       |       |       |
|  | 1         | Ліндсі Девенпорт | 65            | 6         |           |   |                |       |       |       |       |       |
|  | 1         | Ліндсі Девенпорт | 65            | 6         |           | 5 | Марі П'єрс     | 7     | 63    | 4     |       |       |
|  |           |                  |               |           |           | 5 | Марі П'єрс     | 7     | 63    | 4     |       |       |
|  |           | 4                | Амелі Моресмо | 5         | 7         | 6 |                |       |       |       |       |       |
|  | 3         | 4                | Амелі Моресмо | 5         | 7         | 6 | Марія Шарапова | 61    | 3     |       |       |       |
|  | 3         |                  |               |           |           |   | Марія Шарапова | 61    | 3     |       |       |       |
|  | 4         | Амелі Моресмо    | 7             | 6         |           |   |                |       |       |       |       |       |

## = Чорна група
|   |                  | Клейстерс        | Моресмо       | П'єрс            | Дементьєва | Матчів В–П | Сетів В–П | Геймів В–П | Положення |
| 2 | Кім Клейстерс    |                  | 3–6, 6–7(4)   | 1–6, 6–4, 6–7(2) | 6–2, 6–3   | 1–2        | 3–4       |            | 3         |
| 4 | Амелі Моресмо    | 6–3, 7–6(4)      |               | 6–2, 4–6, 2–6    | 6–2, 6–3   | 2–1        | 5–2       |            | 2         |
| 5 | Марі П'єрс       | 6–1, 4–6, 7–6(2) | 2–6, 6–4, 6–2 |                  | 6–2, 6–3   | 3–0        | 6–2       |            | 1         |
| 8 | Олена Дементьєва | 2–6, 3–6         | 2–6, 3–6      | 2–6, 3–6         |            | 0–3        | 0–6       |            | 4         |

За рівної кількості очок положення визначається: 1) Кількість перемог; 2) Кількість матчів; 3) Якщо двоє тенісисток після цього ділять місце, особисті зустрічі; 4) Якщо троє тенісисток після цього ділять місце, кількість виграних сетів, кількість виграних геймів; 5) Рішення організаційного комітету.

### Зелена група
|   |                  | Девенпорт     | Шарапова      | Шнідер        | Петрова       | Матчів В–П | Сетів В–П | Геймів В–П | Положення |
| 1 | Ліндсі Девенпорт |               | 3-6, 7-5, 4-6 | 6-3, 7-5      | 6-2, 7-6(1)   | 2–1        | 5–2       |            | 2         |
| 3 | Марія Шарапова   | 6-3, 5-7, 6-4 |               | 6-1, 3-6, 6-3 | 1-6, 2-6      | 2–1        | 4–4       |            | 1         |
| 6 | Патті Шнідер     | 3-6, 5-7      | 1-6, 6-3, 3-6 |               | 6-0, 5-7, 6-4 | 1–2        | 3–5       |            | 3         |
| 7 | Надія Петрова    | 2-6, 6-7(1)   | 6-1, 6-2      | 0-6, 7-5, 4-6 |               | 1–2        | 3–4       |            | 4         |

За рівної кількості очок положення визначається: 1) Кількість перемог; 2) Кількість матчів; 3) Якщо двоє тенісисток після цього ділять місце, особисті зустрічі; 4) Якщо троє тенісисток після цього ділять місце, кількість виграних сетів, кількість виграних геймів; 5) Рішення організаційного комітету.